# Bozo View Express
Pour les articles homonymes, voir BVE.
Bozo View Express (BVE) est un jeu de simulation ferroviaire gratuit réalisé par Takashi Kojima, un étudiant japonais.
Il est gratuit et téléchargeable sur le site officiel de Mackoy.
Il est utilisé au musée des transports de Londres sur des simulateurs du Métro de Londres
Il y a actuellement quatre version disponibles, BVE 2, BVE 4, le tout dernier BVE 5 (disponible en version de démonstration seulement, car en cours de développement) et OpenBVE, logiciel libre tournant également sous GNU/Linux.